# Crassula basaltica
Crassula basaltica (лат.) — вид суккулентных растений рода Толстянка (Crassula) семейства Толстянковые (Crassulaceae), эндемично встречающийся на территории Сицилии (Этна), Италия.

## Название
Родовое латинское название Crassula происходит от латинского слова crassus, — «толстый», в основном из-за присутствия у растений этого рода сочных листьев.
Видовой латинский эпитет basaltica указывает на тот факт, что данный вид произрастает на базальтовой почве.

## Ботаническое описание
Crassula basaltica — карликовые однолетние травы высотой до 4 см, прямостоячие или восходящие, простые или с разветвлением при основании, с 1–2 (-4) стеблями; междоузлия 0,5–3 мм; листья размером 1–5 х 2 мм, сизо-зеленые, сросшиеся при основании на 0,1–0,2 мм, пластинчато-ланцетные, покрытые папиллозно-бородавчатыми выростами, с острым или редко остроконечным кончиком; цветок 5-членный, по 2–3 в пазухах листьев, сидячий или почти сидячий; чашелистики 2 х 0,8 мм, с зеленым кончиком и сосочковым краем; лепестки ланцетные, окрашенные в пурпурно-красный цвет, длиной 1,2 мм; семена по 2 в плодолистиках, эллиптические, голые, коричневые, размером 0,25 мм.

## Распространение и экология
Crassula basaltica встречается на западном склоне Этны, на высоте примерно 800 м, в расщелинах и на уступах базальтовых скал. Редкий вид, обычно соседствующий с различными видами мхов и другими карликовыми растениями. Он выполняет пионерскую роль в процессах колонизации лавовых потоков.

## Таксономия
Crassula basaltica, благодаря форме листьев и пятичленным цветкам, представляет собой относительно изолированный вид среди других средиземноморских представителей этого рода. Внешне он схож с Crassula tillaea, однако оба вида различаются по множеству морфологических признаков, а также по периоду цветения и экологии. В отличие от Crassula basaltica, Crassula tillaea обладает более нежным габитусом, обычно имеет хорошо разветвленные и укореняющиеся стебли, красно-пурпурные или красно-зеленоватые листья, которые не сочные и гладкие. Цветки у Crassula tillaea обычно трехчленные (реже четырехчленные) с цилиндрической чашечкой. Чашелистики гладкие и не сочные, длиной до 1,5 мм. Лепестки бело-гиалиновые, три тычинки, белые пыльники, яйцевидные и игловидные. Три (-четыре) плодолистика и мелкобороздчатые семена.
Кроме того, Crassula basaltica встречается в естественных местах обитания и цветет в апреле, в то время как Crassula tillaea обычно произрастает на более или менее нитрофильных участках и цветет в феврале-марте. Crassula basaltica представляет собой таксономически изолированный вид, который, несмотря на свою редкость и ограниченное распространение в расщелинах лавовых потоков на участке горы Этна, представляет собой, вероятно, эндемик существенной давности.
Crassula basaltica Brullo & Siracusa, первое упоминание в Fl. Medit. 4: 175 (1994).

### Синонимы
- Tillaea basaltica (Brullo & Siracusa) Brullo, Giusso & Siracusa